# Patrick (moneta)
Patrick – miedziana moneta irlandzka o wartości ½ farthinga, bita przez kilka lat od 1460 r.